# Liloy
Liloy ist eine philippinische Stadtgemeinde in der Provinz Zamboanga del Norte. Sie hat 39.812 Einwohner (Zensus 1. August 2015).

## Namensherkunft
Die ersten Siedler sahen an einer Stelle, die sich heute in der Nähe des Baranggays (Ortsteils) Lamao befindet, ein strudelndes Wasser, was in ihrem Dialekt Lilo heißt. Dies führte dazu, dass der gesamte Ort die Bezeichnung Lilo erhielt. In späteren Generationen oder möglicherweise durch die ankommenden christlichen Siedler, wurde der Buchstabe y hinzugefügt und führte zu der heutigen Ortsbezeichnung.

## Geographie
Die Gemeinde liegt im nordwestlichen Teil der Halbinsel von Zamboanga. Sie ist umgeben von der Gemeinde Salug im Osten, von Tampilisan im Süden und von Labason im Westen. Im Norden liegt die Küstenlinie des Ortes mit dem Zugang zur Sulusee.
Die Gemeinde hat eine Gesamtfläche von 159 km², wobei etwa 78 % davon agrarwirtschaftlich genutzt sind.
Die nächste Stadt, Dipolog City, liegt 132 km nordöstlich und kann über eine gut ausgebaute Landstraße erreicht werden.  Im Südosten der Gemeinde liegt Zamboanga City, das insgesamt 184 km weit entfernt ist.

## Sprache und Religion
Mit einem Anteil von 92 % ist der Dialekt Cebuano der am weitesten verbreitete in der Gemeinde. Es folgen die Sprachen Subanon mit einem Anteil von 6 % und Tausūg mit 1,04 % der Einwohnerschaft. 
Bei den Religionsgemeinschaften gehören mit 87,28 % der größte Teil der Bewohner dem Römisch-Katholischen Glauben an. Es folgt der Islam mit 2 %, die Iglesia ni Cristo mit 1,06 % und die Aglipay mit 1 %.

## Wirtschaft
Die maßgebenden Einkommensquellen der Ortschaft ist die Fischerei und die Landwirtschaft. Angebaut werden hauptsächlich  Kokosnüsse, Reis, Mais, Erdnüsse, Mongos und andere Wurzelgemüse. 
Die Industriegebiete finden sich in den Barangays Timan und Sta. Cruz. Die Gemeinde verfügt zudem über einen eigenen kleinen Hafen.

## Barangays
Liloy ist politisch in 37 Barangays (Ortsteile) unterteilt.
- Banigan
- Baybay (Pob.)
- Cabangcalan
- Canaan
- Candelaria
- Causwagan
- Communal
- Compra
- Dela Paz
- El Paraiso
- Fatima
- Ganase
- Goaw
- Goin
- Kayok
- La Libertad (Mawal)
- Lamao
- Mabuhay
- Maigang
- Malila
- Mauswagon
- New Bethlehem
- Overview
- Panabang
- Patawag
- Punta
- San Francisco
- San Isidro
- San Miguel
- San Roque
- Santa Cruz
- Santo Niño
- Silucap
- Tapican
- Timan
- Villa Calixto Sudiacal
- Villa M. Tejero

## Geschichte
Ursprünglich war Liloy einmal ein Barrio der Gemeinde Sindangan. Erst im Jahre 1951 spaltete sich der Ort von seiner Muttergemeinde ab und wurde mit  Wirkung des Executive Order Nr. 469, unterzeichnet von Präsident Elpidio Quirino, am 22. August dieses Jahres zu einer eigenständigen Gemeinde. 
Im Jahre 1959 spaltete sich die Gemeinde Salug und 1978 dann der Barangay (Ortsteil) Tampilisan von Liloy ab, womit die Gemeinde einen Großteil ihres juristischen Verwaltungsgebietes verlor. 

## Klima
Die Gemeine von Liloy gehört, wie die meisten anderen Orte von Zamboanga del Norte, dem Klimatyp vier an. Bei dieser Klimakategorie können das gesamte Jahr über Niederschläge auftreten, wobei es eine ausgeprägtere Regenphase während der Monate Juni bis Ende Dezember gibt. Die Monate zwischen Januar und Mai sind dagegen weitaus trockener. 
Die Durchschnittstemperaturen liegen zwischen 26,3 °C und 29,5 °C, bei einer Luftfeuchtigkeit von 72 bis 88 %. 
Da das Gemeindegebiet außerhalb des Taifungürtels liegt, der die Philippinen in ihren nördlichen Regionen streift, bleibt Liloy von tropischen Stürmen weitgehend verschont. 

## Sehenswürdigkeiten
- Der Strand von Banigan
- Der Strand von Liloy